# Diploma di formazione specifica in Medicina generale
Il Diploma di formazione specifica in Medicina generale, in Italia, è il titolo acquisito dai medici chirurghi che hanno completato il Corso di formazione specifica in Medicina generale, della durata di tre anni. Il titolo è rilasciato dall'Ordine dei Medici Chirurghi provinciale, dalle Regioni e dal Ministero della Salute.
Con il corso triennale previsto dal D.Lgs. n. 368/1999 e successive modifiche, che disciplina tutti i percorsi di specializzazione di area medico-chirurgica, la formazione in Medicina Generale in Italia si colloca definitivamente in ambito specialistico, riconoscendo alla disciplina scientifica della Medicina Generale/Medicina di Famiglia contenuti, competenze e attitudini peculiari secondo la definizione europea WONCA del 2011, ripresa in Italia dal contratto in vigore per la Medicina Generale. II diploma rappresenta il titolo abilitante per la disciplina scientifica della Medicina Generale ed è riconosciuto in tutti i paesi UE come titolo formativo e professionalizzante nell'ambito dell'assistenza sanitaria delle cure primarie.
In Italia il diploma è titolo necessario ed esclusivo per poter esercitare l'attività di medico di medicina generale convenzionato con il SSN, come previsto dal D.Lgs n. 368 del 17 agosto 1999 e s.m.i, nr. 277 del 08 luglio 2003 e dal D.M. 07 marzo 2006. Non rientrano nell'obbligo sopra citato i medici laureati prima del 31 dicembre 1994 per diritto acquisito. 
Il titolo è condizione necessaria per poter essere inseriti nella sezione specializzazione Medicina generale dell'albo dei medici periti/CTU del tribunale.

## Il corso
Il corso ha durata triennale (art. 14 del D.Lgs. 277/2003) e vi si accede mediante concorso, bandito annualmente dalle regioni, che prevede il superamento di un esame scritto contenente quesiti riguardanti casi clinici e nozioni di Medicina Generale e specialistica, al quale possono accedere solo i medici abilitati.
La formazione segue la definizione europea WONCA che stabilisce il curriculum base del medico specialista in Medicina Generale in base alla normativa europea di riferimento (direttive 93/16 e 2001/19).
Durante il periodo di attività pratica i medici in formazione affiancano i loro colleghi strutturati ed eseguono l'attività sanitaria sotto la loro supervisione.
Il corso è articolato in 36 mesi, distribuiti come segue, per non meno di 4800 ore di attività formativa:
- 6 mesi presso un reparto di medicina interna ("tronco comune");
- 6 mesi presso le strutture sanitarie territoriali (ambulatori ASL);
- 3 mesi presso un reparto di pronto soccorso;
- 3 mesi presso un reparto di chirurgia generale o specialistica;
- 2 mesi presso un reparto di pediatria;
- 1 mese presso un reparto di ginecologia;
- 15 mesi presso un ambulatorio di assistenza primaria di un Medico di Medicina Generale.

Al termine di ciascun periodo, i direttori dei vari reparti sono tenuti ad elaborare un voto e un giudizio; qualora quest'ultimo fosse negativo, il discente è tenuto a ripetere il periodo di formazione.
L'attività teorica prevede la partecipazione a convegni, seminari, lezioni e congressi per tutto il ciclo del corso. Per i medici specializzandi è prevista la possibilità di partecipare a corsi di formazione supplementari, come il corso di ecografia e di primo soccorso. Sono previsti 30 giorni di ferie all'anno.
Al termine dei tre anni, in caso di tutti giudizi positivi, ogni medico svolgerà un esame finale con elaborazione di una tesi e, in caso di giudizio positivo, otterrà il diploma, il quale permetterà ai medici specialisti di entrare nella graduatoria regionale.
Il corso richiede un impiego a tempo pieno, pertanto non è possibile contestualmente alla frequenza intrattenere rapporti di lavoro a qualsivoglia livello. Uniche attività compatibili sono le sostituzioni di guardia medica, ordinaria e turistica, nelle zone carenti e di sostituzione di Medici di Medicina Generale.